# Вечно прячется судьба
«Вечно прячется судьба» — дебютный альбом российской метал-группы Amatory, вышедший в 2003 году. Альбом выпущен на компакт-дисках и кассетах, позже был выпущен в формате свободного скачивания (Thankyou.ru) и на iTunes. Ранние версии песен «Восковый дождь», «Мимикрия», «59», «Не отсюда» уже были выпущены до альбома на сплите «Хлеб».
Это единственный полноформатный альбом, выпущенный с вокалистом Алексеем Овчинниковым, которого в 2004 году заменил Игорь Капранов.

## История создания альбома
В 2001 году к группе присоединился вокалист Алексей «Lexus» Овчинников, в 2003 — гитарист Александр «Alex» Павлов.
До этого, в 2001 году группа выпустила демо-альбом, в который вошла кавер-версия песни «Я сошла с ума» поп-группы «Тату».
В 2002 году вышел сплит Amatory и Spermadonarz — «Хлеб». Все песни Amatory, кроме «Чувства» и «Здоровый», попали в альбом «Вечно прячется судьба». Примерно в это же время и была сочинена песня «Осколки». По сети гуляет видео с выступления Amatory в 2002 году, где группа исполняет эту песню.
Альбом «Вечно прячется судьба» записывался в помещении Red club. В апреле 2003 был выпущен сингл «Осколки», из которого затем в альбом «Вечно прячется судьба» перешли треки «Молочный коктейль», «Осколки» и «Не отсюда»  и который был презентован в «Сосновом Бору».
Альбом вышел 14 ноября 2003 года. 12 декабря состоялась презентация альбома в Санкт-Петербурге, 21 декабря — в Москве.
Все тексты сочинили вокалисты Денис Животовский и Алексей Овчинников. Музыку сочинил Сергей Осечкин.
В 2004 году на песню «Осколки» выпущен видеоклип.
Когда вышел макси-сингл «Две Жизни», песня «Осколки» и одноимённая песня также вошли туда в альбомной версии записи.
В 2005 году в третьей части видеоальбома [P]ost [S]criptum был показан клип на песню «Осколки», в четвёртой — ремикс на неё.
В том же году песня «Осколки» вошла во вторую часть совместного видеоальбома с группами «Психея» и Jane Air — Stars Fucktory 666.
В 2006 году live-версия песни «Осколки» вошла в макси-сингл «Преступление против времени».
Существуют также Live-версии песни "Осколки", вошедшие в альбомы Live Evil, The X-Files: Live in Saint-P, All Stars: Live in Moscow и «Концерт в Москве (Известия Hall)».
В мае 2011 года песни «Молочный коктейль», «Осколки» и «Не отсюда» попали в сборник группы Amatory MP3 Collection.
В сентябре 2011 года песня «Осколки» была перезаписана и перевыпущена под названием «Осколки 2.011». Эта версия также стала синглом. На неё было снято так называемое home-video — видеоклип, снятый на студии звукозаписи. По данным на июнь 2023 года, оно набрало 2,4 миллиона просмотров на YouTube. Под тем же названием песня вошла в мини-альбом We Play You Sing Pt. 3 в инструментальном формате.

## Список композиций
| №   | Название                | Длительность |
| --- | ----------------------- | ------------ |
| 1.  | «Восковой дождь»        | 2:21         |
| 2.  | «Страница VI»           | 4:04         |
| 3.  | «Мимикрия»              | 4:20         |
| 4.  | «Молочный коктейль»     | 3:45         |
| 5.  | «Осколки»               | 3:18         |
| 6.  | «Две жизни»             | 4:28         |
| 7.  | «Вечно прячется судьба» | 3:44         |
| 8.  | «59»                    | 3:27         |
| 9.  | «Не отсюда»             | 2:57         |
| 10. | «Клетка»                | 4:12         |

### Делюкс-издание
| №  | Название            | Длительность |
| -- | ------------------- | ------------ |
| 1. | «Восковой дождь»    |              |
| 2. | «Страница шесть»    |              |
| 3. | «Мимикрия»          |              |
| 4. | «Молочный коктейль» |              |
| 5. | «Осколки»           |              |

| №  | Название                | Длительность |
| -- | ----------------------- | ------------ |
| 1. | «Две жизни»             |              |
| 2. | «Вечно прячется судьба» |              |
| 3. | «59»                    |              |
| 4. | «Не отсюда»             |              |
| 5. | «Клетка»                |              |
| 6. | «Осколки 2.011»         |              |

| №  | Название                | Длительность |
| -- | ----------------------- | ------------ |
| 1. | «Восковой дождь»        |              |
| 2. | «Страница шесть»        |              |
| 3. | «Осколки»               |              |
| 4. | «Вечно прячется судьба» |              |
| 5. | «59»                    |              |

| №  | Название               | Длительность |
| -- | ---------------------- | ------------ |
| 1. | «Я вижу ложь»          |              |
| 2. | «Трансплантаты»        |              |
| 3. | «Не доживаю»           |              |
| 4. | «Можешь не вспоминать» |              |
| 5. | «Без слёз»             |              |
| 6. | «...»                  |              |

## Участники записи

### Оригинальное издание
Музыканты
- Денис «Denver» Животовский — бас-гитара, гроулинг, чистый вокал
- Сергей «Gang» Осечкин — соло-гитара
- Александр «Alex» Павлов — ритм-гитара
- Даниил «Stewart» Светлов — ударные, пост-продакшн
- Алексей «Lexus» Овчинников — речитатив

Производство
- Amatory — продюсирование
- Захар Май — сведение, мастеринг
- Павел Клинов — сведение, мастеринг
- Денис Граммаков — дизайн обложки

### Делюкс-издание на виниле
Музыканты
- Денис «Denver» Животовский — бас-гитара, гроулинг, чистый вокал
- Даниил «Stewart» Светлов — ударные
- Сергей «Gang» Осечкин — соло-гитара на всех треках, кроме «Осколки 2.011» и стороны C
- Александр «Alex» Павлов — ритм-гитара на всех треках, кроме стороны C
- Алексей «Lexus» Овчинников — речитатив на всех треках, кроме «Осколки 2.011» и «Осколки 2023»
- Дмитрий «Jay» Рубановский — соло-гитара на треке «Осколки 2.011»
- Вячеслав «Slava» Соколов — гроулинг на треке «Осколки 2.011»
- Игорь «Igor» Капранов — вокал на треках «Осколки 2.011», «Восковой дождь 2023» и «Осколки 2023»
- Дмитрий «Helldimm» Музыченко — ритм-гитара на стороне С
- Илья «Eel» Борисов — соло-гитара на стороне С

Производство
- Захар Май — сведение и мастеринг на сторонах A и B, кроме «Осколки 2.011»
- Павел Клинов — сведение и мастеринг на сторонах A и B, кроме «Осколки 2.011»
- Николай Баженов — сведение и мастеринг на «Осколки 2.011» и стороне С
- Хейко Клотц — сведение и мастеринг на стороне D
- Торстен Зелигер — сведение и мастеринг на стороне D
- Роман Харюков — виниловый мастеринг
- Денис Граммаков — дизайн обложки «Вечно прячется судьба»
- Арсений Мышцын — дизайн обложки «Две жизни»
- Сергей Душин — дизайн и верстка винилового издания

## Видеоклипы
- «Осколки»
- «Осколки 2.011»